# Volvo Ocean Race de 2014-15

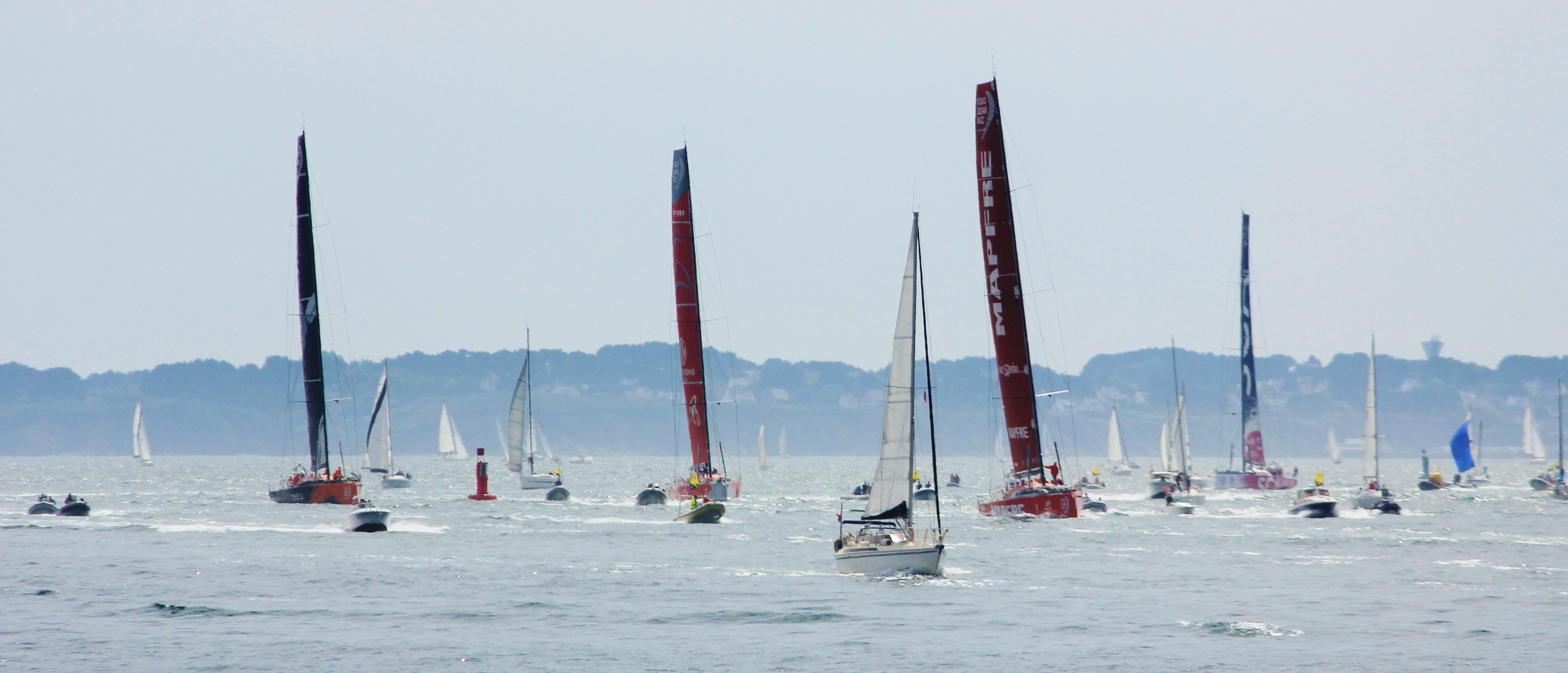
Alinhamento em Lorient

A Volvo Ocean Race de 2014-2015 foi a 12° edição da regata de volta ao mundo da Volvo Ocean Race. Iniciada em 19 de outubro de 2014, em Alicante, Espanha e com término em 27 de Junho de 2015, em Gotemburgo, Suécia. A embarcação vitoriosa foi o Abu Dhabi Ocean Racing do capitão Ian Walker. 

## Modelo
O Modelo de embarcação desta edição foi o Volvo Ocean 65 desenhado pelo Farr Yacht Design.

## Participantes
Foram sete equipes participantes nesta edição e uma delas somente feminina o Team SCA 
| Time                   | País e Barco | Capitão            |
| ---------------------- | ------------ | ------------------ |
| Team SCA               | SWE 1929     | Samantha Davies    |
| Abu Dhabi Ocean Racing | UAE 2        | Ian Walker         |
| Dongfeng Race Team     | CHN 1969     | Charles Caudrelier |
| Team Brunel            | NED 1        | Bouwe Bekking      |
| Team Alvimedica        | USA 4        | Charlie Enright    |
| MAPFRE                 | ESP 1        | Iker Martinez      |
| Team Vestas Wind       | Dinamarca    | Chris Nicholson    |

## Calendário
| Evento       | Começo                 | Final                   | Inicio         | Final          | Distância      |
| ------------ | ---------------------- | ----------------------- | -------------- | -------------- | -------------- |
| In-Port Race | 4 de Outubro de 2014   | 4 de Outubro de 2014    | Alicante       | Alicante       | Alicante       |
| Regata 1     | 11 de Outubro de 2014  | 5 de Novembro de 2014   | Alicante       | Cidade do Cabo | 6,487 nm       |
| In-Port Race | 15 de Novembro de 2014 | 15 de Novembro de 2014  | Cidade do Cabo | Cidade do Cabo | Cidade do Cabo |
| Regata 2     | 19 de Novembro 2014    | 13 de Dezembro de 2014  | Cape Town      | Abu Dhabi      | 6,125 nm       |
| In-Port Race | 2 de Janeiro de 2015   | 2 de Janeiro de 2015    | Abu Dhabi      | Abu Dhabi      | Abu Dhabi      |
| Regata 3     | 3 de Janeiro de 2015   | 27 de Janeiro de 2015   | Abu Dhabi      | Sanya          | 4,670 nm       |
| In-Port Race | 7 de Fevereiro de 2015 | 7 de Fevereiro de 2015  | Sanya          | Sanya          | Sanya          |
| Regata 4     | 8 de Fevereiro de 2015 | 28 de Fevereiro de 2015 | Sanya          | Auckland       | 5,264 nm       |
| In-Port Race | 14 de Março de 2015    | 14 de Março de 2015     | Auckland       | Auckland       | Auckland       |
| Regata 5     | 18 de Março de 20151   | 5 April 2015            | Auckland       | Itajaí         | 6,776 nm       |
| In-Port Race | 18 April 2015          | 18 April 2015           | Itajaí         | Itajaí         | Itajaí         |
| Regata 6     | 19 de Abril de 2015    |                         | Itajaí         | Newport        | 5,010 nm       |
| In-Port Race | 16 de Maio de 2015     | 16 de Maio de 2015      | Newport        | Newport        | Newport        |
| Regata 7     | 17 de Maio de 2015     |                         | Newport        | Lisboa         | 2,800 nm       |
| In-Port Race | 6 de Junho de 2015     | 6 de Junho de 2015      | Lisboa         | Lisboa         | Lisboa         |
| Regata 8     | 7 de Junho de 2015     |                         | Lisbon         | Lorient        | 647 nm         |
| In-Port Race | 14 de Junho de 2015    | 14 de Junho de 2015     | Lorient        | Lorient        | Lorient        |
| Regata 9     | 17 de Junho de 2015    |                         | Lorient        | Gotemburgo     | 1,600 nm       |
| In-Port Race | 27 de Junho de 2015    | 27 de Junho de 2015     | Gotemburgo     | Gotemburgo     | Gotemburgo     |

## Resultados

### Classificação
|                        | Regata 1 | Regata 2 | Regata 3 | Regata 4 | Regata 5 | Regata 6 | Regata 7 | Regata 8 | Regata 9 | Penalidades/ Reparos | Total |
| ---------------------- | -------- | -------- | -------- | -------- | -------- | -------- | -------- | -------- | -------- | -------------------- | ----- |
| Abu Dhabi Ocean Racing | 1        | 3        | 2        | 2        | 1        | 2        | 5        | 3        | 5        |                      | 24    |
| Team Brunel            | 3        | 1        | 5        | 5        | 4        | 3        | 1        | 5        | 2        |                      | 29    |
| Dongfeng Race Team     | 2        | 2        | 1        | 3        | DNF2     | 1        | 4        | 7        | 4        | 15                   | 33    |
| MAPFRE                 | 7        | 4        | 4        | 1        | 2        | 4        | 2        | 4        | 3        | 34 5                 | 34    |
| Team Alvimedica        | 5        | 5        | 3        | 4        | 3        | 5        | 3        | 6        | 1        | -13                  | 34    |
| Team SCA               | 6        | 6        | 6        | 6        | 5        | 6        | 6        | 1        | 7        | 25                   | 51    |
| Team Vestas Wind       | 4        | DNF1     | DNS      | DNS      | DNS      | DNS      | DNS      | 2        | 6        |                      | 60    |

### Regatas In-port
|                        | Ali | CT | AD  | San | Auc | Ita | NP  | Lis | Lor | Got | Total |
| ---------------------- | --- | -- | --- | --- | --- | --- | --- | --- | --- | --- | ----- |
| Abu Dhabi Ocean Racing | 2   | 1  | 3   | 2   | 6   | 2   | 3   | 2   | 4   | 6   | 31    |
| Team Brunel            | 4   | 2  | 2   | 4   | 2   | 1   | 5   | 5   | 6   | 1   | 32    |
| Team SCA               | 6   | 3  | 1   | 5   | 1   | 4   | 4   | 4   | 5   | 2   | 35    |
| MAPFRE                 | 3   | 7  | 6   | 6   | 3   | 5   | 1   | 1   | 2   | 3   | 37    |
| Team Alvimedica        | 1   | 6  | 5   | 3   | 5   | 6   | 2   | 3   | 1   | 5   | 37    |
| Dongfeng Race Team     | 5   | 4  | 4   | 1   | 4   | 3   | 6   | 6   | 3   | 4   | 40    |
| Team Vestas Wind       | 7   | 5  | DNS | DNS | DNS | DNS | DNS | 7   | 7   | 7   | 73    |